# Lassigny
Lassigny je francouzská obec v departementu Oise v regionu Hauts-de-France. V roce 2009 zde žilo 1 403 obyvatel.